# 四大校長
「四大校長」指的是民國時代四位擔任美術高校校長的人物，他們分別是私立蘇州美術專科學校（合併為今南京藝術學院）校長顏文樑（1893－1988）、中央大學藝術系（今南京師大美術學院）主任徐悲鴻（1895－1953）、私立上海美專（合併為今南京藝術學院）校長劉海粟（1896－1994）和杭州國立藝專（今中國美術學院）校長林風眠（1900－1991）。他們所辦的學校在民國時代是頂尖的美術院校，培養了二十世紀中國許多重要的藝術家。他們四人本身也是大師級的藝術家，被公認是中國現代美術的奠基者。

## 簡介
民國時期，任教育總長的蔡元培提出了「教育救國」和「美育代替宗教」的主張：「純粹之美育，所以陶養吾人之感情，使有高尚純潔之習慣，而使人我之見、利己損人之思念，以漸消沮者也」。

1962年顏文梁、林風眠、豐子愷、賀天健、張充仁、張樂平觀摩交流畫作

1912年，劉海粟與烏始光、張聿光在上海創立「上海美術學院」，劉海粟當時十七歲。1915年，上海美術學院改名為「上海圖畫美術院」，劉海粟接任校長。
1922年，顏文梁與朱士傑、胡粹中創辦蘇州美術專科學校（後合併並改名為南京藝術學院）並在1927年建立蘇州美術館。
1928年3月26日，蔡元培創辦了杭州國立藝術院（中國美術學院前身），聘任林風眠出任院長兼教授。
1946年，徐悲鴻任國立北平藝術專科學校校長，並於1950年任中央美術學院院長。
早於這四位，留美的李鐵夫，留日的李叔同也是修習西洋畫的先驅，而同是留學法國的徐、劉、顏、林，論影響，則比較大。
「顏、徐、劉、林」無疑是決定中國近現代油畫歷史走向的軸心式人物，雖然學界對此基本已趨定論，但具體評定的角度和程度則各有千秋。由於中國近現代美術是以美術教育為中心而展開其歷史進程的，因此上述四家首先立足於奠定中國現代美術教育的基礎，而不斷產生其深厚影響的。隨著西畫運動歷史的演進，四家的風格影響漸已明顯，並基本代表者油畫形式發展的兩種重要的體系和學派。即：以顏文樑和徐悲鴻為代表的寫實風格油畫和以劉海粟和林風眠為首的表現風格油畫。

## 經歷

### 顏文樑

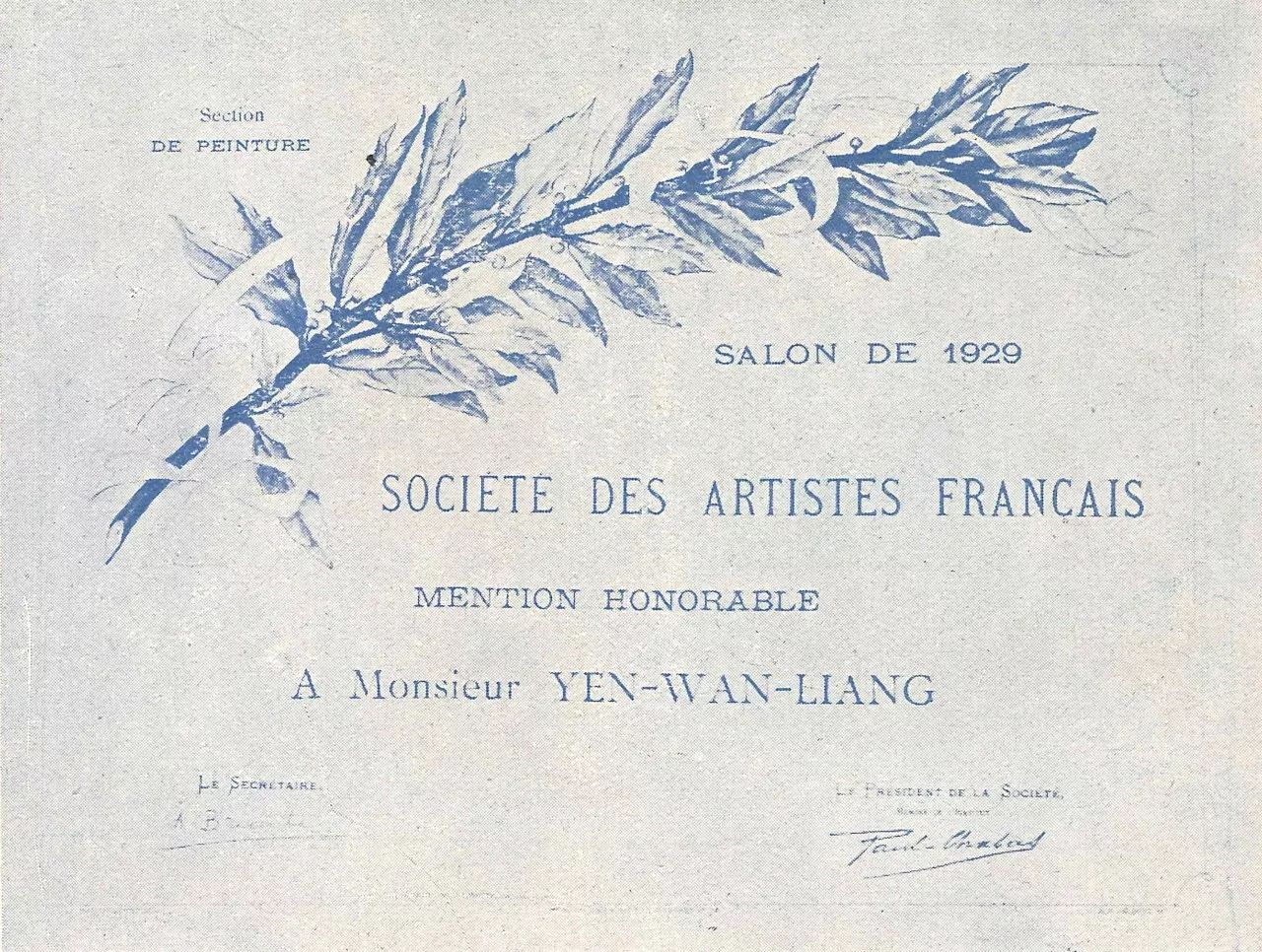
1929年法國春季沙龍授予顏文樑榮譽獎證書

顏文樑是中國早期赴法的留學生之一，對中國的藝術教育影響深遠。他的突出貢獻在於，把西方學院式的教育方式移植到中國。三十年代初，他從歐洲回國時，帶回了一大批西方美術書刊和四百六十座西方經典石膏相，使其與朱士傑所創辦的蘇州美術專科學校成為中國全國石膏像最為豐富的中心。三十年代後期，顏氏又繼而在上海創辦蘇州美專滬校。他以獨特而精湛的油畫技法和美學思想，一絲不苟的貫穿於他的美術教學之中，又以執著的勤奮，致力於以風景油畫為主的多產創作之中。顏文樑崇尚西方古典主義的「科學法則」，強調「真」，而他解釋「真」就是「透過對某一事物的再現」，而創造的形象，「沒有真就沒有美，美要附在真實上面」。因此通過透視、素描、色彩所達到的形象準確，在他看來，這不但是教育的基礎，也是創作的基礎。

### 徐悲鴻
徐悲鴻對中國現代藝術的最大影響，在於他把法國的古典主義繪畫，作為藝術形式的樣板移植到中國來。他一直主張形似，「微妙微俏」，以西方古典主義之「科學法則」取代中國傳統文人畫的「似與不似之間」、「離形得似」的原則。就寫實與重表現的問題，徐氏曾與徐志摩發生過著名的「二徐之爭」。他以他的模式培養數以百計的新一代畫家，他的古典主義思想通過其學生，著名如艾中信等，貫串成為左右中國美術教育模式的主導，由此形成中國油畫史上舉足輕重的徐悲鴻學派。

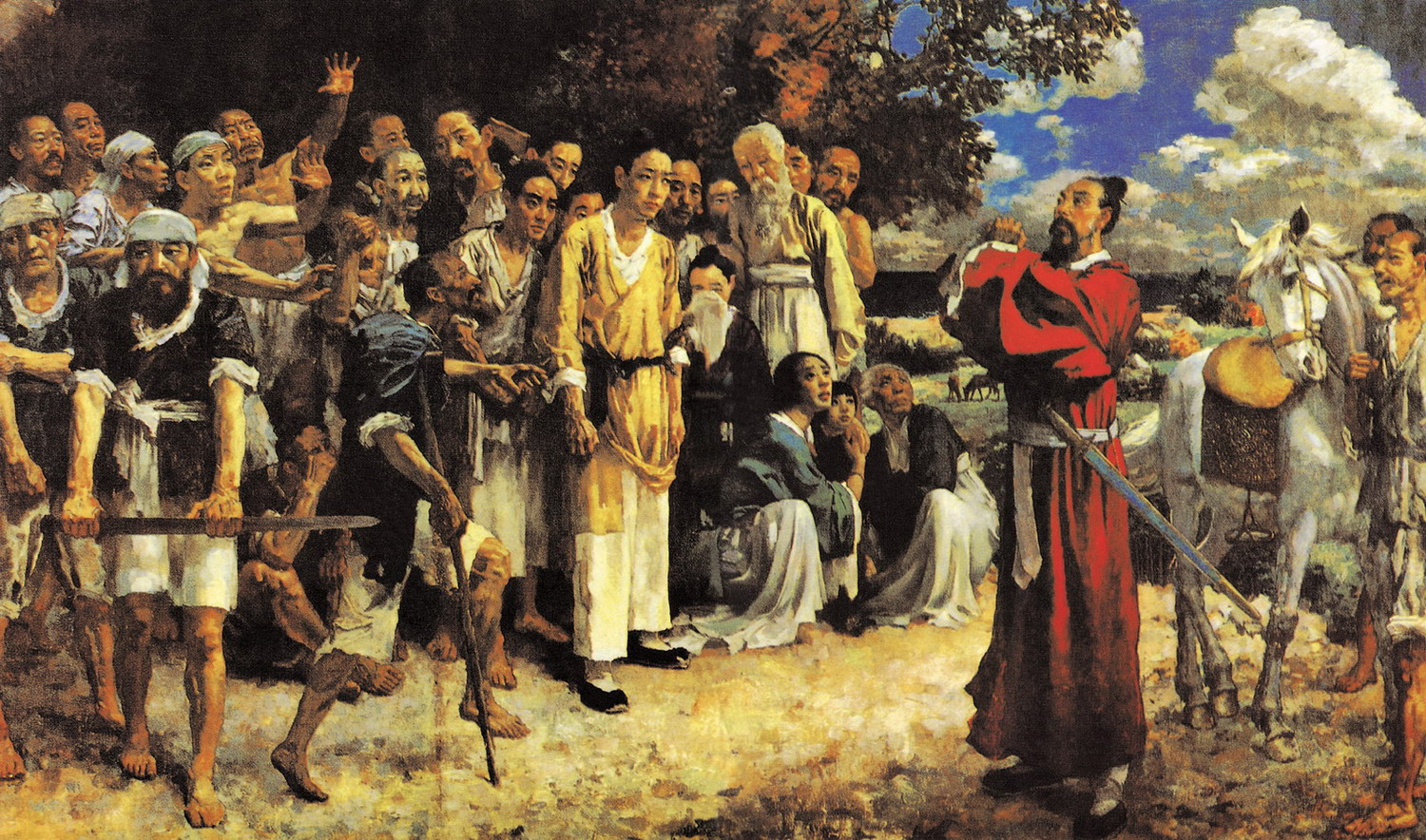
徐悲鸿《田横五百士》（1930）布面油画 349x197cm

### 劉海粟
劉海粟是一位新文化運動「暴風雨中的旅人」，傅雷先生曾評說其「光榮」的獲得，是「來自被時代誤解的總和」。上海西畫教育初期持續十年之久的「模特兒之爭」，成為劉氏影響上海美術發展的重要起步。劉海粟創立了一個自由的、浪漫的、個人化的藝術學校。劉海粟受蔡元培的新美育觀點影響，不設體系，沒有程序，在上海美專中主張思想自由，各流各派兼容，創立了一種更接近西方現代藝術教學的氣氛和多元化的藝術教育模式。他主張：「繪畫非借勾勒填彩以肖實物，乃以具象的意識象自吾人之本能也。寫辭言之，繪畫不再模仿自然，而在表向吾人心中由自然生起至觀念。」

### 林風眠
林風眠一生囿於一種浪漫的印象主義氣氛之中，執著的追求自己的藝術意境，很少受到政治的影響，被不少人看做是「最真實的藝術家」。他對於中國現代藝術不但作出了貢獻，並且在藝術形式上也開拓了新的天地。他把中國傳統文人畫的意境和部分技法與後期印象主義的某些方法融為一體，形成自己鮮明的個人風格，受到後人的推崇和肯定。他曾說：「從歷史方面觀察，一民族文化之發達，一定是以固有文化為基礎，吸收他民族的文化，造成新的時代。」他認為西方藝術「尋求表現的形式在自身之外」，東方藝術「尋找表現的形式在自身之內」，因此雙方「因相異而各有長短，東西藝術之所以應溝通而調和，便是這個緣故」，所以說藝術「無所謂中西」。

## 評價

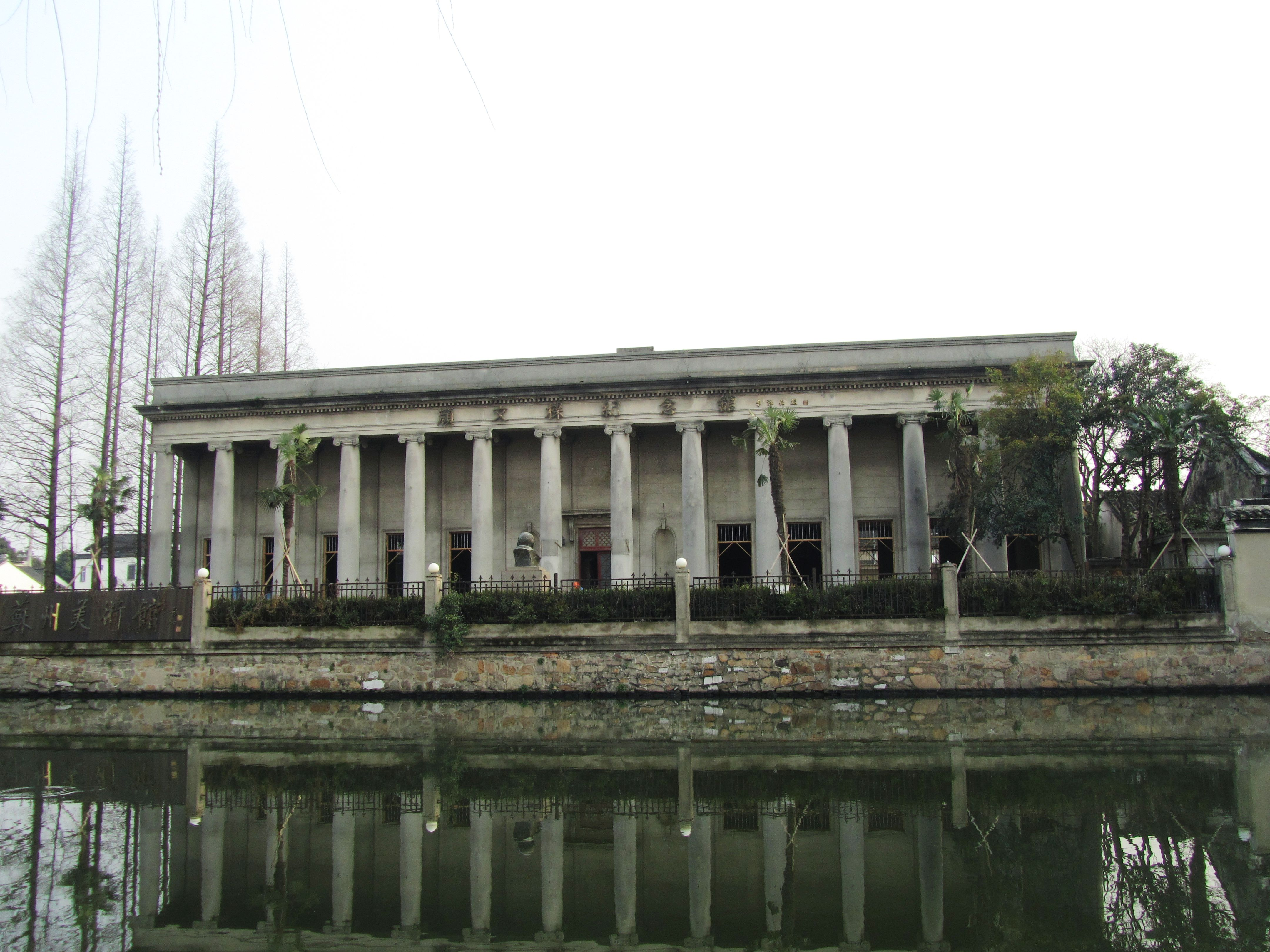
蘇州顏文樑紀念館

「當年，南京中央大學師範學院藝術系系主任是徐悲鴻，杭州國立藝專的校長是林風眠，上海美專的校長是劉海粟，蘇州美專的校長是顏文樑，這幾個校長是十二級颱風都刮不動的。」
龐薰琹《就是這樣走過來的》
「從一個封閉圈開始解體到多元的發展，就是我們稱之為現代繪畫史的開端，其中湧現了不少富有才華的超群出眾的藝術家和教育家，徐悲鴻、劉海粟、林風眠、顏文樑等一代風流的影響也是由此開始的。他們對現代繪畫發展有著舉足輕重的作用，他們的藝術實踐的意義是深遠的，這種意義不只是他們本身在給繪畫藝術上的建樹和貢獻，更主要的是他們開拓了一個新的藝術天地，啟發了無數後來者的探索精神。」
張少俠、李小山《中國現代繪畫史》

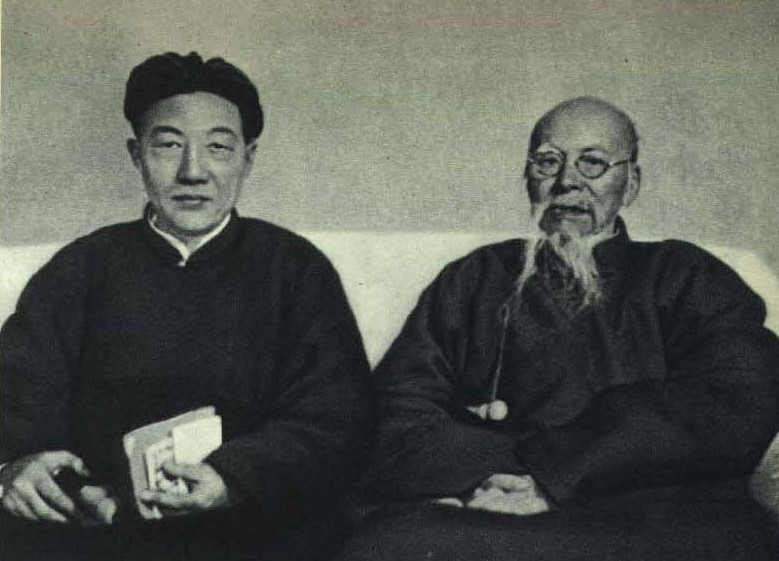
徐悲鸿与齐白石合影

「上世紀20年代，徐悲鴻出掌南京中央大學藝術系，林風眠任杭州藝專院長，劉海粟留法前創辦上海美專，顏文樑則回國後一手營建了蘇州美專。雖則同期前後另有幾所美術學校，但若是沒有這四位宗師，中國的現代美術，不可思議......劉海粟、林風眠，算是取了後印象派與野獸派一脈，與中國的文人畫餘緒略經攪拌，有所創發，後半生以中國畫工具作畫，幾乎放棄了油畫。徐悲鴻、顏文樑二位，則取19世紀歐洲經院傳統，給後世的傳遞研修，墊了底子。徐悲鴻的素描與造型，早有公論，顏先生側重探究西洋畫色彩譜系，就第一代留洋前輩的各所側重而看，他於歐人油畫色彩的理解，遵從，最為潛沉而專一。」
陳丹青《記顏文樑和他的蘇州美專》
在20世紀，劉海粟、徐悲鴻、顔文樑爲中國的美術教育建立了三個思想體系：劉海粟融合中西致美創新的美術教育思想體系；徐悲鴻寫實主義美術教育思想體系；顔文梁純粹美術與實用美術並重的教育思想體系。徐悲鴻是用西方文化改造或改良中國文化；劉海粟是用傳統文化同化和對位現代主義；顔文樑則是用西方文化的觀照方式表現中國人的文化情感。
「四大校長」與「留法三劍客」（注：吳冠中、趙無極、朱德群）同為中國油畫藝術的代表人物。